# ۱۴۱۶ (قمری)
۱۴۱۶ (قمری)، هزار و چهارصد و شانزدهمین سال در گاهشماری هجری قمری است. اول محرم این سال برابر با سی و یکم مه سال ۱۹۹۵ میلادی است.

## مناسبت‌ها
== زادگان ==شاعر عرب اهواز ونویسنده علیرضا حزابیان معرف به (علي حسن الحزباوي)

## درگذشتگان
- شاعر عرب اهواز ونویسنده علیرضاحزابیان معروف به(علي حسن الحزباوي)

۹ صفر - سید محمدحسین حسینی طهرانی عارف و حکیم شیعه
- ۳ جمادی‌الاول - حسن صافی اصفهانی فقیه شیعه
- ۶ رمضان - شیخ جعفر مجتهدی عارف شیعه
- ۱۹ ذی‌الحجه - محمدصادق سعیدی عالم و مفسر خراسانی